# Lichtkarakteristiek

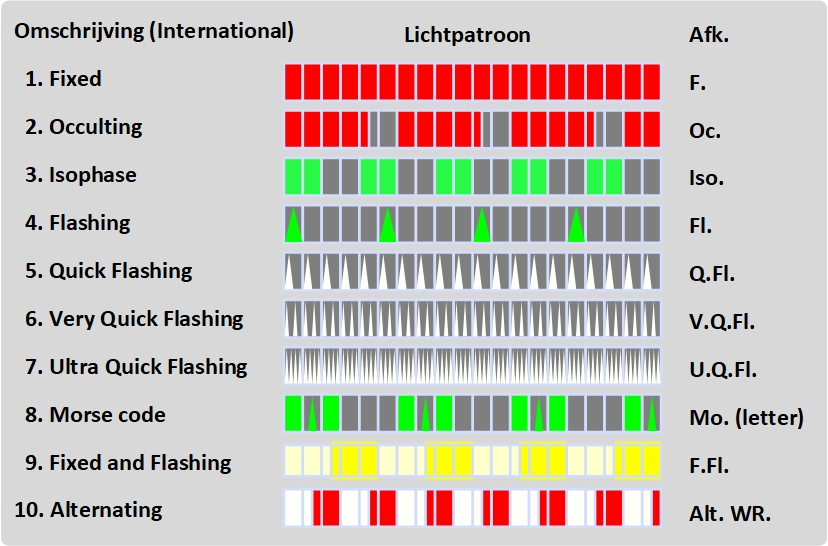
Internationale benaming en afkortingen voor scheepvaartlichten op zeekaarten enz.

Een lichtkarakteristiek is een internationaal gebruikte aanduiding van de kleur(en) en knipperpatronen van een scheepvaartlicht.
Met een scheepvaartlicht wordt een navigatiehulpmiddel bedoeld met een licht erop, zoals vuurtoren, lichtschip, boei, baken, lichtenlijn of lichtopstand zoals die 
op een zeekaart of in een lichtenlijst genoemd worden.
Scheepvaartlichten hebben onderling (binnen een gebied) verschillende kleuren en lichtpatronen, zodat de waarnemer kan vaststellen welk object het is. Een (grafisch) plaatje geeft een idee hoe het navigatielicht er in het echt uitziet. 
Noot: de lichtkarakteristieken die hier beschreven zijn komen niet allemaal voor in Nederland of Vlaanderen. In het Nederlands gebied komen alleen de patronen "F", "Fl", "Iso", "LFl", "Mo", "OC", "Q", "Q+LFl", "VQ" en "VQ+LFl" voor.

## Afkortingen

Lichtkarakter van de vuurtoren van Egmond

Men kan met een "verhaaltje" een beschrijving geven van een scheepvaartlicht, bijvoorbeeld: "Een wit knipperlicht elke 5 seconden", maar op kaarten, lichtenlijsten enzovoort worden afkortingen gebruikt.
Die afkortingen op kaarten, boeken, websites enzovoort, kunnen afwijkend zijn zoals met punten (.) erbij, of juist het ontbreken daarvan, maar de notering is wel herkenbaar.
- Een afkorting voor het soort licht, bijvoorbeeld "Fl." voor schitterlicht[6], "F." voor een vast licht.
- De kleur van het licht, bijvoorbeeld "W" voor Wit, "G" voor Groen, "R" voor Rood, "Y" voor Geel ((en) Yellow), "Bu" voor Blauw, "Vi" voor Violet. Als er geen kleur wordt gegeven is het normaal gesproken Wit.
- De periodetijd, bijvoorbeeld "10s" voor tien seconden.

Lichthuis Schiermonnikoog

Naast een periodetijd heeft elke vuurtoren ook een aparte duur van de flits. Een flits kan bijvoorbeeld tussen 0,1 tot enkele seconden duren gevolgd door een gedoofde periode. De duur van een flits wordt voor elke vuurtoren afzonderlijk bepaald.
De vuurtoren van Egmond aan Zee heeft Isofase lichtkarakter een waarbij het licht 5 seconden "aan" is en 5 seconden "gedoofd" is. 
De vuurtoren van Schiermonnikoog heeft een flits van 0,2 seconde gevolgd door een gedoofde periode van 3,1 seconden. (zie: Lichthuis animatie rechts) Dit wordt 4x herhaald waarbij de laatste gedoofd periode opgerekt is naar 9,9 seconden. 
Dus voor de Schiermonnikoog Noordertoren is deze extra notatie: [3x 0.2s-3.1s; 0.2s-9.9s].
- Soms staan er meer gegevens bij zoals:
  - De hoogte boven het kaartniveau (gewoonlijk gebaseerd op het hoogteherleidingsvlak), bijvoorbeeld "44m" voor 44 meter boven de hoogwaterlijn.
  - De (theoretische) zichtbaarheid, bijvoorbeeld "28M" voor 28 zeemijl.
  - Een licht dat alleen maar één bepaalde richting straalt ((en) directional) "Dir.". Dit wordt ook wel aangeduid met een sector waarin het licht te zien is. Op het bovenste figuur zijn twee sectoren aangegeven; een witte sector van 10° tot 175° en een rode sector van 175° tot 188°

Een voorbeeld van een complete lichtkarakteristiek is het licht van de vuurtoren van Schiermonnikoog: "Fl(4) W 20s 44m 28M". 
Deze afkortingen geven voor de Schiermonnikoog'er vuurtoren een licht heeft met 4 flitsen wit licht in een totale periodetijd van twintig seconden, dat het licht 44 meter boven de hoogwaterlijn staat en het een dracht heeft van 28 zeemijl (ca. 52 kilometer).
Een ander voorbeeld is het licht van de vuurtoren van Egmond aan Zee: "Iso WR 10s 37m 18-14M".

Deze afkortingen geven voor de vuurtoren van Egmond aan Zee een isofase licht heeft met 5 seconden "aan" en 5 seconden "uit" brandt. En een totale periode tijd heeft van 10 seconden, dat het licht 37 meter boven de hoogwaterlijn staat en het een dracht heeft van 18 zeemijl (ca. 33,3 kilometer) voor het "witte licht" en 14 zeemijl (ca. 26 kilometer) voor het "rode licht".

## Licht patronen

### Vast licht
Een vast licht, afkorting "F", is een continu brandend licht (dus zonder knipperen).

### Schitterlicht
Een schitterlicht is een ritmisch knipperend licht waarvan de tijdsduur dat het licht aan is, duidelijk korter is dan de duur dat het licht uit is, daarbij is de tijdsduur van "aan" elke keer hetzelfde. Dit is het meest voorkomende lichtkarakteristiek. Het wordt aangegeven met "Fl". Het kan voorkomen de schitteringen in een groep zijn, bijvoorbeeld "Fl(2)" of "Gr Fl(2)", in dit geval zijn er twee even lange schitteringen. Een variant is met schitteringen die niet meteen na elkaar komen, bijvoorbeeld "Fl. (2+1)". Dat is twee keer aan, een pauze, en dan nog een derde schittering. Er is ook een speciaal schitterlicht waarbij het licht langer dan twee seconden aan is. Dat wordt aangeduid met "lange schittering" met de afkorting "L.Fl" ((en) long-flashing). Wanneer de frequentie van schitteringen hoger is dan schitterlicht (tussen 30 en 60 schitteringen per minuut) dan wordt het flikkerlicht genoemd, met de afkorting voor (en) "Quick" = "Q". Zie verderop bij Flikkerlicht.

### Onderbroken licht
Een onderbroken licht is een ritmisch licht waarvan de tijdsduur waarbij het licht aan is, langer is dan de tijd dat het licht uit is. Met andere woorden het omgekeerde van een schitterlicht. De Engelse term is "Occulting Light", de afkorting hiervoor is "Oc" ("OC" en "Occ" worden ook gebruikt). De notering voor groep is op dezelfde manier als bij schitterlicht en onderbroken licht. Bijvoorbeeld een groep "Oc(3)" of een samengestelde groep "Oc(2+1)".

### Isofase licht
Een isofase licht, afgekort "Iso", is een ritmisch licht waarbij de tijdsduur van de periode "aan" even lang is als de tijdsduur van de periode "uit". Bijvoorbeeld "Iso8" voor 4 seconden "aan" plus 4 seconden "uit".

### Flikkerlicht
Een flikkerlicht is een snel knipperend licht, afgekort "Q", met een frequentie van 30 tot 50 flikkeringen per minuut. Wanneer de flikkeringen telkens even onderbroken zijn, dan wordt het een onderbroken flikkerllicht genoemd. Afgekort "I.Q". De groep notering gaat op dezelfde manier als bij schitterlicht en onderbroken licht bijvoorbeeld Q(9) voor 9 flikkeringen per periode.

### Snel flikkerlicht
Wanneer de frequentie van het licht "aan" hoger is dan bij flikkerlicht (80 tot 160 knipperingen per minuut) wordt het snel flikkerlicht genoemd ((en) Very Quick, afgekort "V.Q"). Een groepering gebeurt ook, bijvoorbeeld V.Q(9) voor 9 snelle flikkeringen. Het snelle flikkerlicht kan ook gecombineerd worden met een andere lichtkarakteristiek, bijvoorbeeld VQ(6)+LFl voor 9 snelle flikkeringen, een pauze gevolgd door een lange schittering.

### Ultrasnel flikkerlicht
Wanneer de frequentie nog hoger is dan bij Snel flikkerlicht (meer dan 160 knipperingen per minuut) heet het ultrasnel flikkerlicht, afgekort "U.Q"). De notering kan gecombineerd worden, bijvoorbeeld I.U.Q voor onderbroken ultrasnel flikkerlicht.

### Morsecode
Hier is het patroon van het licht "aan" en "uit" zo dat er een morsecode (punten | strepen) wordt gemaakt. Bijvoorbeeld, "Mo(A)", dan is het patroon zo dat er een korte periode licht is (punt), een pauze gevolgd door een lange periode licht (streep), de morsecode voor "A". In Vlaanderen en Nederland worden alleen hoofdletters van het morsealfabet gebruikt.

### Vast- en schitterlicht
Dit is een combinatie van een vast licht waarbij telkens ook een schitterlicht even aan gaat. Dus waarvan de helderheid telkens even toeneemt. Afgekort is dat "F Fl".

### Alternerend
Een alternerend licht, afgekort "Al", is een licht wat verschillende kleuren om beurten laat zien. Bijvoorbeeld "Al WG" toont beurtelings een wit licht en dan een groen licht.

## Klasse van lichten
| 2. Onderbroken licht De totale duur van licht "aan" is groter dan de duur van licht "uit". "Uit" duurt normaal ongeveer 1 seconde. |

| 3. Isofase |

| 4. Schitterlicht Een licht waarvan de duur van "aan" (duurt normaal ongeveer 1 seconde) kleiner is dan de duur van "uit", en het tempo minder dan 50 schitteringen per minuut. |

| 5. Flikkerlicht Het licht knippert met een frequentie van 50 tot 79 flikkeringen per minuut. |

| 6. Snel flikkerlicht De flikkeringen worden herhaald met een frequentie tussen 80 en 159 flitsen per minuut. |

| 7. Ultrasnel flikkerlicht De flikkeringen worden herhaald met een frequentie groter dan 160 flitsen per minuut. |

| 8. Morsecode |

| 9. Vast- en schitterlicht |

| 10. Alternerend licht |